# Péninsule de Bōsō
Pour les articles homonymes, voir Boso.
La péninsule de Bōsō (房総半島, Bōsō hantō) se situe dans la préfecture de Chiba, au sud-est de Tokyo.
Couvrant une superficie de 5 034 km2, elle englobe, avec la péninsule de Miura, la baie de Tokyo et le chenal d'Uraga, mais est bordée par l'océan Pacifique à l'est.
Elle se termine au sud par le cap Sunosaki.
Bōsō (房総) est basé sur les kanjis des noms des anciennes provinces qui composaient la péninsule : Awa (安房), Kazusa (上総) et Shimōsa (下総).